# تيمو ناغي
تيمو ناغي (بالألمانية: Timo Nagy) (20 أبريل 1983 في ألمانيا - ) هو لاعب كرة قدم ألماني في مركز الدفاع. لعب مع فيهين فيسبادن وكارل زايس يينا ونادي أونترهاخينغ وهانوفر 96 وSV Wacker Burghausen ‏ وSV Wacker Burghausen II ‏.

## وصلات خارجية
- تيمو ناغي على موقع قاعدة بيانات كرة القدم.إي يو (الإنجليزية)
- تيمو ناغي على موقع بيانات كرة القدم. دي إي (الألمانية)
- تيمو ناغي على موقع عالم كرة القدم.نت (الإنجليزية)